# Sesbania hobdyi
Sesbania hobdyi là một loài thực vật có hoa trong họ Đậu. Loài này được Degener & Degener miêu tả khoa học đầu tiên.